# Rasa Petrauskienė

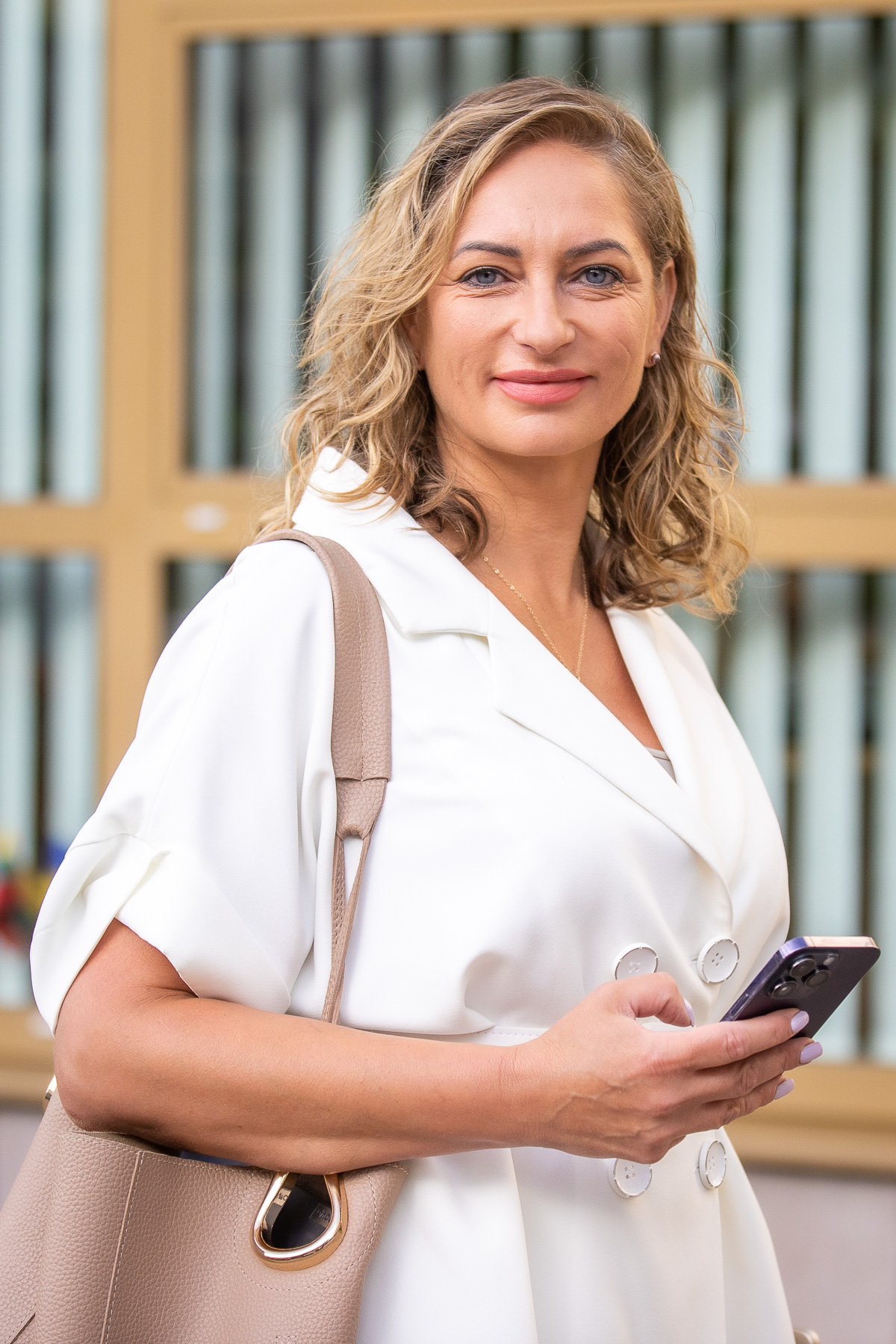
Rasa Petrauskienė

Rasa Petrauskienė (* 1976 in Vilnius) ist eine litauische konservative Politikerin, Mitglied des Seimas.

## Leben
Nach dem Abitur an der Mittelschule absolvierte sie 2002 das Bachelorstudium der Rekreation an der Universität Klaipėda in der litauischen Hafenstadt Klaipėda. Von 2008 bis 2016 war sie Gehilfin der Seimas-Politiker Agnė Bilotaitė und Arvydas Anušauskas sowie von 2012 bis 2019 des Europaparlamentsmitglieds Algirdas Saudargas. 2019 war sie stellvertretende Direktorin der Verwaltung und von 2015 bis 2019 Ratsmitglied der Rajongemeinde Klaipėda. Von 2019 bis 2020 war sie Mitglied im 12. Seimas und seit März 2023 ist sie Mitglied im 13. Seimas (statt Stasys Šedbaras).
Petrauskienė wurde in der Liste der konservativen Partei Tėvynės sąjunga – Lietuvos krikščionys demokratai in den Seimas ausgewählt. Sie ist Mitglied des Zukunftsausschusses.
Sie ist verheiratet und hat zwei Kinder.